# Helmut Danner
Helmut Danner (* 11. Oktober 1941 in Tarnowitz) promovierte in Philosophie über Heidegger und habilitierte sich in Pädagogik über Verantwortung, beides an der Ludwig-Maximilians-Universität München. Er ist Autor zahlreicher Schriften.
Vor seiner zehnjährigen Lehrtätigkeit an der Ludwig-Maximilians-Universität München, der Universität Trier und der University of Alberta nahm er Aufgaben in der Privatwirtschaft wahr. Des Weiteren arbeitete er für die Hanns-Seidel-Stiftung zehn Jahre in politischer Erwachsenenbildung in Ägypten und neun Jahre in Kenia mit Uganda. Seit 1996 lebt er in Nairobi.
Danner vertritt die Position einer sinn-orientierten Pädagogik, die u. a. ein verstehendes Lernen fordert, und ein Bildungskonzept, das ihren Sinn in Verantwortung hat. Ebenso verlangt Danner in der Entwicklungszusammenarbeit einen verstehenden, qualitativen Zugang im Gegensatz zu dem üblichen quantitativ-messenden Zugang sowie eine grundlegende Neuorientierung.
Seine Veröffentlichungen umfassen philosophische, ethische, pädagogische, epistemologische und entwicklungspolitische Themen, aber auch eine Arbeit über das Verhältnis zwischen Afrika und dem Westen. Sein bekanntestes Werk ist eine Einführung in Hermeneutik, Phänomenologie und Dialektik („Methoden geisteswissenschaftlicher Pädagogik“), seine jüngsten Veröffentlichungen sind „Verantwortung in Ethik und Pädagogik“ und „Das Ende der Arroganz. Afrika und der Westen – ihre Unterschiede verstehen“. Danner verbindet seine Erfahrungsbereiche in Untersuchungen zur Interkulturalität, insbesondere in Bezug auf Afrika, und in der Formulierung eines Bildungskonzepts mit interkultureller Orientierung.

## Schriften (Auswahl)
- Helmut Danner: Das Göttliche und der Gott bei Heidegger. Meisenheim am Glan (Verlag Anton Hain, ISBN 978-3-445-00851-0) 1971 (zugl. Dissertation an der Philosophischen Fakultät I, Universität München, 1970).
- Helmut Danner: Das erzieherische Verhältnis bei Rousseau; in: Paedagogica Historica, XVIII/1. Gent 1978; S. 84–118.
- Helmut Danner: Methoden geisteswissenschaftlicher Pädagogik. Einführung in Hermeneutik, Phänomenologie und Dialektik. München (Ernst Reinhardt Verlag) 1979; 5. Auflage, 2006; UTB, ISBN 978-3-8252-0947-6; auch auf Japanisch und Koreanisch.
- Helmut Danner/M. J. Langeveld: Methodologie und Sinnorientierung in der Pädagogik. München (Ernst Reinhardt Verlag) 1981, auch auf Japanisch.
- Helmut Danner: Verantwortung und Pädagogik. Anthropologische und ethische Untersuchungen zu einer sinnorientierten Pädagogik. Meisenheim am Glan (Anton Hain Verlag) 1983, 2. Aufl. 1985.
- Helmut Danner/Wilfried Lippitz (Hg.): Beschreiben, Verstehen, Handeln. Phänomenologische Forschungen in der Pädagogik. München (Röttger) 1984.
- Helmut Danner u. a.: Zum Menschen erziehen. Pestalozzi, Steiner, Buber. Frankfurt am Main (Diesterweg) 1985, 2. Aufl. 1991.
- Helmut Danner: Hermeneutics in Educational Discourse: Foundations; in: Ph. Higgs (ed.): Metatheories in Philosophy of Education. Johannesburg (Heinemann) 1996, S. 221–244.
- Helmut Danner (Hg.): Hermeneutics and Educational Discourse. Johannesburg (Heinemann) 1997, ISBN 978-1-86853-170-7.
- Helmut Danner: The Hermeneutic Approach in Educational Practice and Theory ; in: Ph. Higgs (ed.): Metatheories in Educational Theory and Practice. Johannesburg (Heinemann) 1998; S. 175–200.
- Helmut Danner: Verantwortung in Ethik und Pädagogik. Oberhausen (Athena-Verlag) 2010, ISBN 978-3-89896-389-3.
- Helmut Danner: Das Ende der Arroganz. Afrika und der Westen – ihre Unterschiede verstehen. Frankfurt am Main (Brandes & Apsel) 2012, ISBN 3-86099-924-9.
- Helmut Danner: End of Arrogance. Africa and the West – Understanding their Differences. Nairobi (East African Educational Publishers) 2012.